# قرمزيت
قرمزيت هو معدن من معادن فلز الإثمد وهو يتكون من أوكسي كبريتيد الإثمد، بحيث تكون للوحدة البلورية الصيغة الكيميائية التالية: (Sb2S2O). وهو ناتج للاكسدة الجزئية من الإستبنيت (Sb2S3) والفالنتينيت (Sb2O3) والستيبيكونيت ((Sb3O6(OH). يعرف معدن القرمزيت أيضاً باسم الإثمد الأحمر، وكان يستخدم في مصر القديمة ضمن مستحضرات التجميل.
يوجد القرمزيت على شكل بلورات ذات لون بني محمر، وتنسب التسمية إلى اللون الأحمر القرمزي، الذي كان يستخرج من حشرة القرمز القشرية، وكان ضمن مجموعة من معادن الإثمد التي كانت تعرف باسم «المعادن القرمزية».